# Castianeira azteca
Castianeira azteca är en spindelart som beskrevs av Reiskind 1969. Castianeira azteca ingår i släktet Castianeira och familjen flinkspindlar. Inga underarter finns listade.